# أندري ألكسندروفيتش رومانوف
أندري ألكسندروفيتش رومانوف هو لاعب كرة قدم روسي في مركز حراسة المرمى، ولد في 4 أغسطس 1980 في إيفانوفو في روسيا. لعب مع شينيك ياروسلافل.

## وصلات خارجية
- أندري ألكسندروفيتش رومانوف على موقع قاعدة بيانات كرة القدم.إي يو (الإنجليزية)
- أندري ألكسندروفيتش رومانوف على موقع Soccerway.com (الإنجليزية)